# Michał Sanguszko
Ne doit pas être confondu avec Michał Sanguszkowic.
Pour les autres membres de la famille, voir Famille Sanguszko.
Michał Sanguszko († vers 1491), prince de Ratnie, fondateur de la lignée Sanguszko-Koszyrski, de la famille Sanguszko.

## Biographie
Il est le fils d'Aleksander Sanguszkowic

## Mariage et descendance
Il épouse Anna Kopaczewicz qui lui donne pour enfants:
- Andrzej Michałowicz Sanguszko († 1560)
- Nastassia Sanguszko (1510-1559)
- Niewidanę Sanguszko Koszyrską († 1558)

## Sources
- (pl) Cet article est partiellement ou en totalité issu de l’article de Wikipédia en polonais intitulé « Michał Sanguszko » (voir la liste des auteurs).